# Loons: Le Combat pour la Gloire
Loons: Le Combat pour la Gloire (anglais : Loons: The Fight for Fame) est un jeu vidéo de combat développé par Warthog Games et édité par Infogrames, sorti en 2002 sur Xbox. Ses graphismes sont réalisés en ombrage de celluloïd.

## Système de jeu
Le système de jeu est quelque peu similaire à celui des jeux Power Stone de Capcom, où quatre personnages s'affrontent dans une arène, le but étant d'assommer les adversaires. Chaque arène contient des gadgets qui peuvent être utilisés contre les adversaires, comme des gants de boxe à ressort, des enclumes qui tombent et d'autres produits liés à Acmé.
Le système de pouvoir des étoiles est un élément unique. En activant des objets et en ramassant des scripts éparpillés dans les arènes, le joueur remplit un compteur d'étoiles. Atteindre un compteur d'étoiles plein permet d'activer un mini-jeu, dont la plupart parodient des classiques de l'arcade tels que Marvin le Martien dans Galaxy Invaders parodiant Space Invaders et Temple Run parodiant Pac-Man. Parfois, ils servent d'exigences dans un mode de jeu solo.

## Voix française
- Gérard Surugue : Bugs Bunny
- Patrick Guillemin : Daffy Duck
- Patrick Préjean : Grosminet et Sam le pirate
- Benoît Allemane : Taz
- Michel Vigné : Rocky

## Développement
Le jeu a été annoncé comme une exclusivité Xbox à l'E3 2001. À l'origine, le développement du jeu est annoncé avec une équipe interne aux bureaux d'Infogrames au Royaume-Uni, connue sous le nom d'Infogrames Manchester House.

## Accueil
Le jeu a reçu un accueil généralement mitigé à négatif lors de sa sortie. Le score global sur GameRankings est de 52,75 %, et sur Metacritic, il est de 47 sur 100.
Côté francophone, le jeu reçoit tout juste la moyenne de 10 sur 20 de la part de Jeuxvideo.com.